# Cuvier (cratère)
Pour les articles homonymes, voir Cuvier.
Cuvier est un cratère d'impact sur la face visible de la Lune. Il se trouve à l'ouest des cratères Heraclitus et Barocius (cratère); au sud du cratère Brieslak et juste au nord-est du cratère Clairaut. Le cratère est fortement usé et son contour fortement érodé. Il y a une paire de petits cratères sur le rebord nord et deux autres plus petits cratères se trouvent le long du contour Est et au Sud. Il y a aussi plusieurs petites craterlets sur le rebord vers le nord-nord-ouest, où le bord du cratère Cuvier est partagé avec le rebord du cratère Heraclitus.
Le nom de Cuvier fut officiellement adopté par l'Union astronomique internationale (UAI) en 1935 en l'honneur du paléontologue et anatomiste Georges Cuvier . 

## Cratères satellites
Les cratères dits satellites sont de petits cratères situés à proximité du cratère principal, ils sont nommés du même nom mais accompagné d'une lettre majuscule complémentaire (même si la formation de ces cratères est indépendante de la formation du cratère principal). Par convention ces caractéristiques sont indiquées sur les cartes lunaires en plaçant la lettre sur le point le plus proche du cratère principal. Liste des cratères satellites de Cuvier.
| Cuvier | Latitude | Longitude | Diamètre |
| ------ | -------- | --------- | -------- |
| A      | 52.4° S  | 12.0° E   | 18 km    |
| B      | 51.7° S  | 13.8° E   | 17 km    |
| C      | 49.9° S  | 11.7° E   | 9 km     |
| D      | 51.3° S  | 7.8° E    | 17 km    |
| E      | 52.3° S  | 12.9° E   | 19 km    |
| F      | 52.2° S  | 11.2° E   | 16 km    |
| G      | 50.8° S  | 7.5° E    | 8 km     |
| H      | 48.6° S  | 8.5° E    | 10 km    |
| J      | 49.3° S  | 8.8° E    | 6 km     |
| K      | 52.2° S  | 10.0° E   | 8 km     |
| L      | 48.9° S  | 9.8° E    | 13 km    |
| M      | 53.3° S  | 10.9° E   | 6 km     |
| N      | 53.4° S  | 12.1° E   | 4 km     |
| O      | 51.6° S  | 12.1° E   | 10 km    |
| P      | 50.0° S  | 12.7° E   | 11 km    |
| Q      | 51.6° S  | 10.6° E   | 13 km    |
| R      | 51.0° S  | 13.1° E   | 7 km     |